# Nederlandse kampioenschappen schaatsen afstanden 2019 - 5000 meter mannen
De 5000 meter mannen op de Nederlandse kampioenschappen schaatsen afstanden 2019 werd gereden op vrijdag 29 december 2018 in ijsstadion Thialf te Heerenveen. Er namen achttien mannen deel.

## Statistieken

### Uitslag
| Positie | Schaatser        | Paar | Baan | Tijd    |
| ------- | ---------------- | ---- | ---- | ------- |
| Goud    | Patrick Roest    | 9    | O    | 6:09.36 |
| Zilver  | Jorrit Bergsma   | 7    | O    | 6:12.68 |
| Brons   | Sven Kramer      | 9    | I    | 6:13.82 |
| 4       | Douwe de Vries   | 8    | O    | 6:16.69 |
| 5       | Marcel Bosker    | 7    | I    | 6:18.56 |
| 6       | Erik Jan Kooiman | 5    | O    | 6:22.01 |
| 7       | Kars Jansman     | 6    | O    | 6:22.99 |
| 8       | Bob de Vries     | 4    | I    | 6:23.27 |
| 9       | Simon Schouten   | 6    | I    | 6:24.26 |
| 10      | Bart de Vries    | 2    | O    | 6:26.64 |
| 11      | Jos de Vos       | 8    | I    | 6:27.53 |
| 12      | Chris Huizinga   | 1    | O    | 6:31.06 |
| 13      | Mats Stoltenborg | 4    | O    | 6:31.35 |
| 14      | Thomas Geerdinck | 3    | O    | 6:32.26 |
| 15      | Remco Schouten   | 3    | I    | 6:33.94 |
| 16      | Lex Dijkstra     | 2    | I    | 6:34.48 |
| 17      | Marwin Talsma    | 5    | I    | 6:36.53 |
| 18      | Bart Mol         | 1    | I    | 6:41.83 |

Bron
Scheidsrechter: D. Melis. Assistent: F. Zwitser 
 Starter: J. Rosing 

Start: 20:05:00uur. Einde: 21:33:58uur.

### Loting
| Rit | Binnenbaan     | Buitenbaan       |
| --- | -------------- | ---------------- |
| 1   | Bart Mol       | Chris Huizinga   |
| 2   | Lex Dijkstra   | Bart de Vries    |
| 3   | Remco Schouten | Thomas Geerdinck |
| 4   | Bob de Vries   | Mats Stoltenborg |
| 5   | Marwin Talsma  | Erik Jan Kooiman |
| 6   | Simon Schouten | Kars Jansman     |
| 7   | Marcel Bosker  | Jorrit Bergsma   |
| 8   | Jos de Vos     | Douwe de Vries   |
| 9   | Sven Kramer    | Patrick Roest    |

1987 · 
1988 · 
1989 · 
1990 · 
1991 · 
1992 · 
1993 · 
1994 · 
1995 · 
1996 · 
1997 · 
1998 · 
1999 · 
2000 · 
2001 · 
2002 · 
2003 · 
2004 · 
2005 · 
2006 · 
2007 · 
2008 · 
2009 · 
2010 · 
2011 · 
2012 · 
2013 · 
2014 · 
2015 · 
2016 · 
2017 · 
2018 · 
2019 · 
2020 · 
2021 · 
2022 · 
2023 · 
2024 · 
2025